# Scarabaeus parvulus
Scarabaeus parvulus là một loài bọ cánh cứng trong họ Bọ hung (Scarabaeidae).